# Eubacterium saphenum
Eubacterium saphenum è una specie di batterio appartenente alla famiglia delle Eubacteriaceae.